# Rogersella griseliniae
Rogersella griseliniae är en svampart som först beskrevs av Gordon Herriot Cunningham, och fick sitt nu gällande namn av Stalpers 1985. Rogersella griseliniae ingår i släktet Rogersella och familjen Schizoporaceae.   Inga underarter finns listade i Catalogue of Life.